# Schoenoplectus subterminalis
Schoenoplectus subterminalis är en halvgräsart som först beskrevs av John Torrey, och fick sitt nu gällande namn av Jiří Soják. Schoenoplectus subterminalis ingår i släktet sävsläktet, och familjen halvgräs. Inga underarter finns listade i Catalogue of Life.

## Bildgalleri

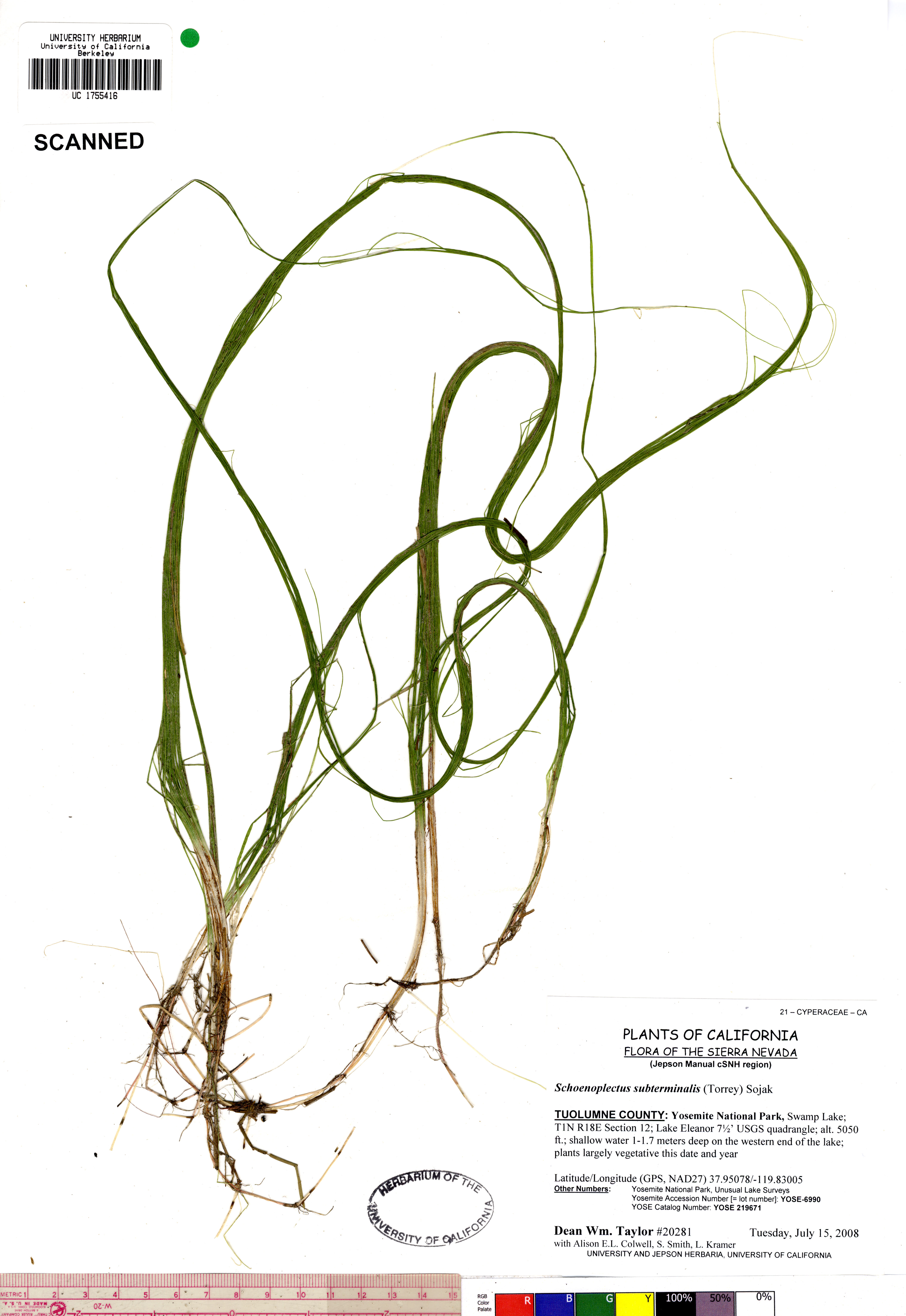
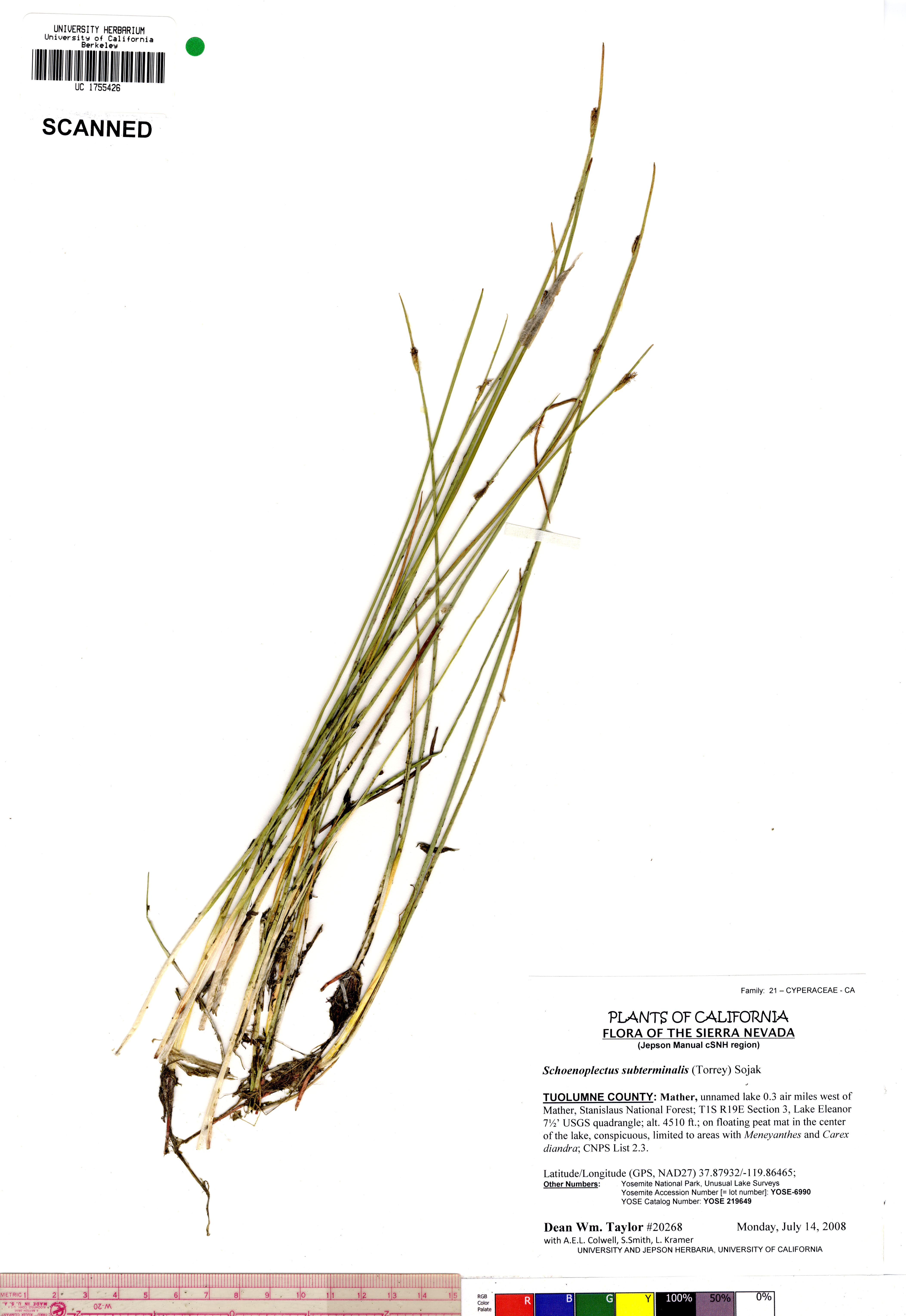